# Microsynodontis hirsuta
Microsynodontis hirsuta is een straalvinnige vissensoort uit de familie van de baardmeervallen (Mochokidae). De wetenschappelijke naam van de soort is voor het eerst geldig gepubliceerd in 2004 door Ng.